# アスト
アスト株式会社（英文名称：AST CORPORATION）は、ティッシュペーパー、トイレットペーパーなどの家庭紙卸売業における大手企業。アストとはドイツ語で「枝」を意味する。

## 概要
2003年1月に共同で持ち株会社を設立し経営統合したアシハラ株式会社、アスト東海株式会社、共立紙業株式会社が、2006年7月に合併して誕生した家庭紙の卸売商社で、家庭紙専門商社としては国内最大規模を持つ。2013年10月に運送大手のセンコー株式会社と資本・業務提携し、同社の子会社となった。
2015年7月に通常の2倍の長さのトイレットペーパーを発売したり、2018年4月にサイズを小さくし鞄に入れやすくしたソフトパックティッシュを発売するなど、単なる卸売商社にとどまらず自社ブランド製品の企画・開発も行っている。
また、家庭紙以外の商材開発にも取り組んでおり、2014年には機能性下着の開発に進出、「ストレスフリーインナーパンツ」がグッドデザイン賞を受賞するとともに、大阪市の委託により公益財団法人大阪市都市型産業振興センターが実施する大阪トップランナー育成事業の対象プロジェクトに認定された。

## 沿革
- 1883年 - アスト東海の源流となる紙製品卸売・小売業創業
- 1912年 - 共立紙業の源流となる個人商店創業
- 1941年 - 大阪府大阪市に、共立紙業株式会社を設立
- 1952年 - 静岡県富士市に、後のアシハラ株式会社を設立
- 1976年 - 愛知県名古屋市に、後のアスト東海株式会社を設立
- 2003年 - 三社が共同で、持ち株会社のアストホールディングス株式会社を設立
- 2006年 - アストホールディングスを存続会社として四社が合併し、アスト株式会社が誕生
- 2013年 - センコー株式会社と資本・業務提携を行い、同社の子会社となる
- 2016年 - 本社を大阪市中央区内平野町から同区博労町へ移転[16]

## 関連会社
- デリバリーエース株式会社